# Tomas Adolphson
Karl Tomas Adolphson, född 30 juli 1949 i Solna församling, Stockholms län, är en svensk musiker, sångare och låtskrivare. Han är främst känd som medlem av duon Adolphson & Falk.
Adolphson är utbildad ingenjör inom väg- och vattenbyggnad vid Chalmers tekniska högskola och har arbetat som vice vd vid Roslagsvatten i Österåkers kommun. Under värnplikten 1968 träffade han Anders Falk och bildade musikduon Adolphson & Falk. Duon slog igenom på 1980-talet och har haft hitlåtar som "Blinkar blå" och jullåten "Mer jul" som Adolphson är medkompositör till.